# Eugene Balon
Eugene Kornel Balon, Eugeniusz Kornel Bałon, także Evžen K. Balon (ur. 1 sierpnia 1930 w Orłowej, zm. 4 września 2013 w Guelph) – kanadyjski, polski i czechosłowacki biolog i ichtiolog.
Eugeniusz Bałon urodził się w Orłowej na Śląsku Cieszyńskim. Absolwent Polskiego Gimnazjum Realnego im. Juliusza Słowackiego w Orłowej w roku 1949.
Ukończył studia na Uniwersytecie Karola w Pradze. W latach 1953–1967 pracował w laboratorium rybackim Słowackiej Akademii Nauk w Bratysławie, gdzie zajmował się endemiczną fauną rzeczną Dunaju. W latach 1967–1971 przebywał w Zambii jako ekspert ONZ.
Od 1976 wykładowca uniwersytecki w Kanadzie, na Uniwersytecie Guelph.
Od jego nazwiska nazwano dwa gatunki ryb: Gymnocephalus baloni i Tilapia baloni.
Żonaty z Christine Flegler, ma syna Janusza S. Balona.